# Silvestre (banda)

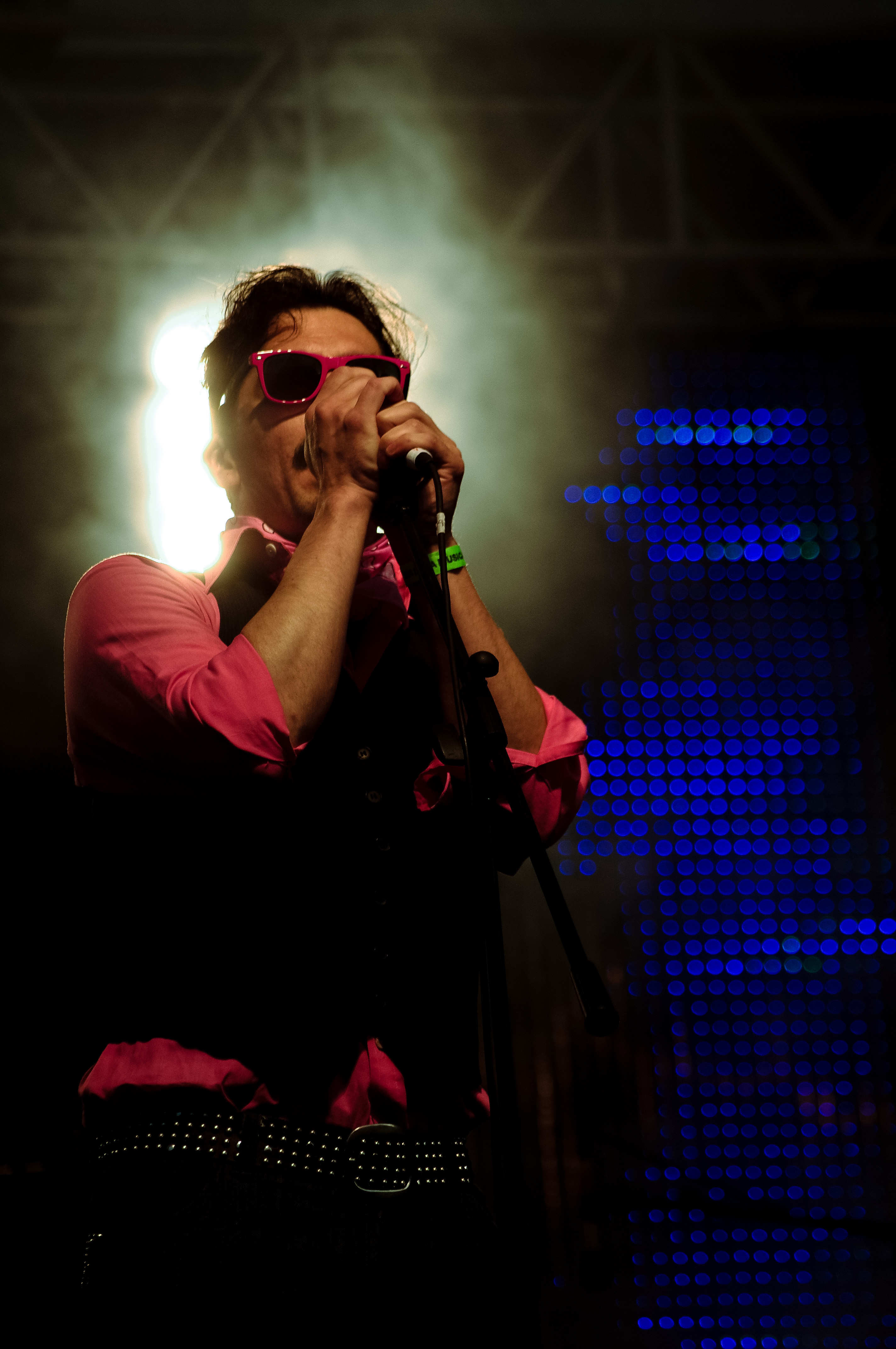
Nicolás Torres vocalista de Silvestre en Concepcion, 2010.

Silvestre es una banda chilena de estilo musical variado, que ellos denominan “Cueca, cumbia y rock and roll”.

## Biografía
Esta banda nace en septiembre de 2004 cuando Nicolás Torres (voz, guitarras), luego de ser baterista de bandas de los años 1990 como Entreklles y de la exitosa Pettinellis (2001-2004), llama a los músicos Felipe Hinojosa (batería), Miguel Navarro (bajo), Sebastián Aracena (guitarras, acordeón) y Benjamín Warnken (percusión) con el fin de realizar un proyecto que había gestado hacia el año 1998.
En 2007 son invitados a participar en el Vive Latino Chile 2007 y luego en el Día de la Música Nacional 2007 en el Parque O’Higgins ante 25 mil personas.
En 2011 participan en el XLII Festival del Huaso de Olmué, para luego terminar su cuarto disco de estudio que es la reedición de su homónimo debut. Ese mismo año inician su primera gira por Europa, actuando en el festival latinoamericano más importante europeo “Latinoamericando”, en la ciudad de Milán. Luego recorrerán Francia y España, completando una agenda de 20 conciertos.

## Premios
El año 2014 en el XLV Festival del Huaso de Olmué, transmitido por Chilevisión, ganan la competencia al mejor intérprete, con la canción de Los Jaivas, «Sube a nacer conmigo hermano».

## Fondas
Silvestre realizó “La Fonda del Vineli-Silvestre” el año 2008, los días 18 y 19 de septiembre en la localidad de Requínoa,
luego el 2009 tocan en la “La Flor de fonda”. En julio de 2014 se confirmó su participación en la fonda del Parque O'Higgins.

## Discografía
- Silvestre (2005)
- Me están buscando (2007)
- Tuya, mía...para ti, para mí (2009)[3]
- Galopa! (2013)
- Quiero Fiesta (2015)
- Árboles (2017)

## Miembros
- Nicolás Torres: voz y guitarra (2004 - actualidad)
- Darío Aste: teclado y voz (2015 - actualidad)
- Felipe Aravena: guitarra y voz (2011 - actualidad)
- Daniel San Martín: batería (2012 - actualidad)
- Matías Aravena: bajo (2017 - actualidad)
- Miguel Navarro: bajo y voz (2004 - 2017)

## Sencillos
- No será
- Chirimoya triste (mezcla de cueca y cumbia)
- Crazy Amor
- Escondido
- Ustedes Dos
- Loquito por ti